# Krétai Szent András
Krétai Szent András (ógörögül: Ἀνδρέας Κρήτης), (650/660 körül – 712/740. július 4.) középkori bizánci himnuszköltő.
Damaszkuszban született, és Jeruzsálem városában lépett be egy kolostorba. Később Krétán lett püspök. Himnuszköltőként nevezetes, őt tartják az úgynevezett bizánci kánon megteremtőjének. Leghíresebb műve a Nagy kánon, egy 250 versszakból álló hosszú bűnbánati költemény.

## Művei magyarul
- Nagy kánon (részletek) INː (szerk.) Simon Róbert – Székely Magda – Dimitriosz Hadziszː A bizánci irodalom kistükre, Európa Könyvkiadó, Budapest, 1974, ISBN 963-07-0345-9, 465–471 p